# سماکوو
سماکوو (انگلیسی: Smakovo) یک شهرک در شهرستان ملئوزوفسکی استان باشقیرستان کشور روسیه است.